# Voices in the Night
Voices in the Night är en novellsamling av den amerikanske författaren Steven Millhauser, utgiven 2015 av Alfred A. Knopf. Några av berättelserna hade tidigare publicerats i tidskrifter som The New Yorker och Timothy McSweeney's Quarterly Concern. I boken förekommer figurer ur folksagor, såsom Rapunzel och Paul Bunyan, samt en berättelse om den unge Siddharta Gautama innan han blev Buddha. Den religiösa tematiken går även igen i novellen "A Voice in the Night", som handlar om den bibliske personen Samuel och hans förhållande till Gud.

## Innehåll
- "Miracle Polish"
- "Phantoms"
- "Sons and Mothers"
- "Mermaid Fever"
- "The Wife and the Thief"
- "A Report on Our Recent Troubles"
- "Coming Soon"
- "Rapunzel"
- "Elsewhere"
- "Thirteen Wives"
- "Arcadia"
- "The Pleasures and Sufferings of Young Gautama"
- "The Place"
- "Home Run"
- "American Tall Tale"
- "A Voice in the Night"